# یونیورسیتی پلیس (واشینگتن)
یونیورسیتی پلیس (به انگلیسی: University Place) شهری در شهرستان پیرسی ایالت واشنگتن است که در سرشماری سال ۲۰۱۰ میلادی، ۳۱۱۴۴ نفر جمعیت داشته است.